# 小鸟天堂
小鸟天堂位于中国广东江門市新會區（舊新会县）环城天马村前的一座小岛，是新会市新八景之一，亦是新会的生态旅游景点，是中华人民共和国最大的天然赏鸟乐园。
1618年始，河中一个泥墩，一棵榕树长期繁衍生息，形成枝叶覆盖15亩河道，树上栖息2万多鹭鸟，鸟树相依，人鸟相处，和谐奇特的一道天然美丽风景线，鸟多了，人们便把这泥墩叫作“雀墩”。1933年，著名作家巴金游览此地后发表了一篇散文《鸟的天堂》，并编入小学语文教材，使之名扬中国。从此，雀墩便改称为“小鸟天堂”。

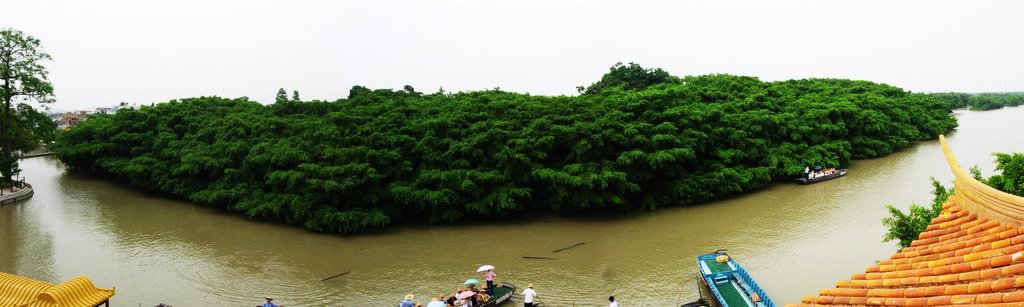
小鸟天堂全景图

## 自然奇观
小鸟天堂有三大自然奇观：独木成林古榕树、百鸟出巢、百鸟归巢。更难能可贵的是，这一自然奇观出现在人口稠密区，這個现象不能不说是人与自然和谐相处，共同发展的典范。

## 历史与传说
小鸟天堂四面环水，所在小岛原名“雀墩”，又名“罗星墩”，原是河沙冲积成的一个小泥墩。相传在明朝景泰年间（1450年-1456年），天马人在村前开挖了一条河。河开好后，用水行船是方便了，但不知是何原因，村里连续几年发生瘟疫，于是有道士说：“是开河破坏了风水，惹恼了神灵，上苍责罚天马人了。要消灾解难，唯一的办法是塞河复旧，否则，还会大祸临头。”为求消灾，村民用船载泥撑到河中，凿穿船底，沉船塞河，垒土成堆，后来逐渐冲积成洲。
明万历四十六年（戌午年）即公元1618年，有个农民在“罗星墩”上插了一根榕树枝系船，榕树枝逐渐繁衍成林，历经数百年，演变为现在的榕树岛。原来的母树已无从辩认，唯有枝干无数，径粗在40-80厘米之间，榕高15米，树冠投影面积达1.15公顷，近看似原始森林，远望像浮在水面的绿洲，堪称南国奇观。枝柯交织，浓荫蔽日，巨大的巢自然形成，引来成千上万的各种飞鸟栖息其间，群鸟聚居，鸟树相依，并达到人鸟树和谐相处，共生共存。 “一株榕树便天堂”，一句诗概括了小鸟天堂的特点。

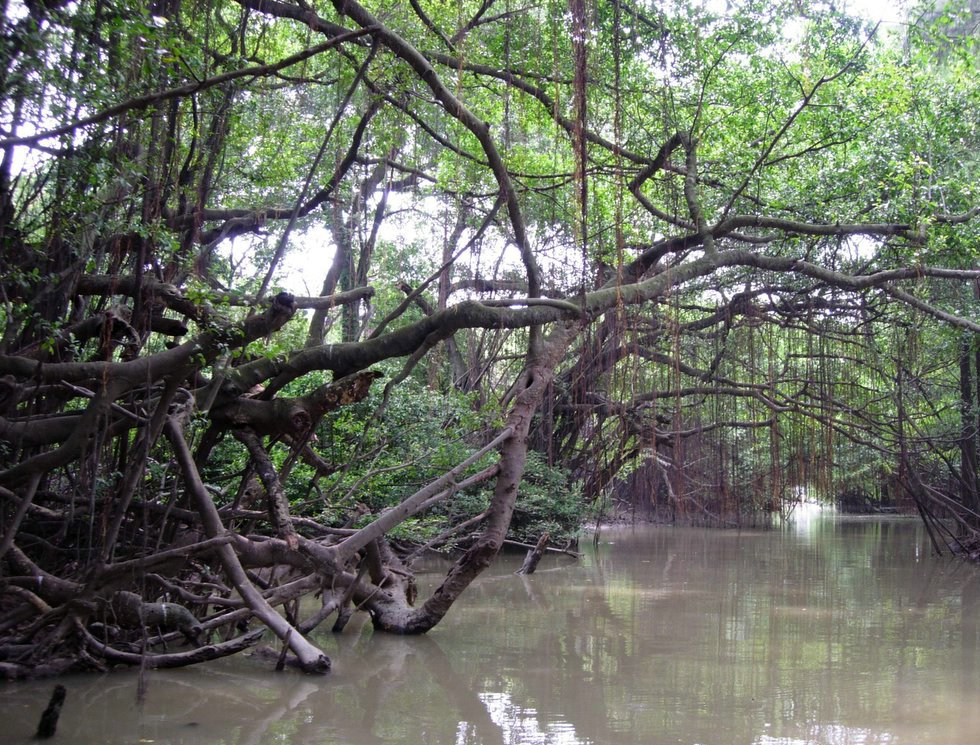
近看似原始森林的古榕树

## 榕岛
小鸟天堂古巨榕（细叶榕）为桑科榕属植物中的两栖榕，热带、亚热带常绿大乔木，花序单个或成对生于已落叶的叶腋，果实扁球形，7-12月果熟。成熟时黄色或红色，花果期全年，分布于中国东南部、南部、西南部，以及亚洲南部至大洋洲，在印度叫菩提树。喜湿地式的温暧多雨气候和肥沃湿润酸性土壤，不耐寒，不耐旱亦不耐阴，生长快。 生长适温为 20-30摄氏度，冬季温不低于5摄氏度，尤其喜欢在水边生长；榕树根系发达，善于吸收水中的有机养分。在树干长出的气根，生命力旺盛，或如发丝飘悬，漫天飞舞，或向下伸展，遇土成根，再生长壮大成树干，盘根错节，往往在第一代树干没死时又在其上长出第二代，如此反复，以至重孙不可屡数，重重叠叠，除了母根粗壮可辨，其余均为气根所成，这些气根树集结成群，远看就像是原始森林，榕树只在春天生新叶时才落叶，因而一年四季都碧绿如翠玉，枝叶覆盖甚广，可达十多亩，遮去烈日酷暑，树下荫凉，吸引多方鸟众举家迁居来住，成就了今日之小鸟天堂。《闽书》曰：“榕荫极广，以及能容，故名曰榕”。再加上人工的保护和培土；潮涨水退为榕树生长、繁殖提供了充足的水分和养分；无数鸟类的栖居客观上为榕树的防病治病起到积极作用，这些都是细叶榕独木成林的成因。

## 鸟类
小鸟天堂的鸟类以天生天养数百年的野生鹭鸟居多，分别为灰鹭（俗称夜游）、白鹭（又名“鹭鸶”）、池鹭和牛背鹭四种，还有白鹡鸰、鹊鸲、乌鸫、大山雀、白头鹎、红耳鹎、暗绿绣眼鸟、丝光椋鸟、普通翠鸟、白胸悲翠、珠颈斑鸠、毛鸡、麻鹤等近40种鸟。夜鹭和池鹭等鹭鸟是树栖鸟类，白鹭朝出晚归，灰鹭暮出晨归，每天傍晚7时15分至7时45分（冬季提前１小时），灰鹭中经验丰富的领头鸟一呼百应，召集一众，成群结队，编队飞出，人称“百鸟归巢”，实为“百鸟出巢”，此时灰鹭才暮出觅食。第二天清晨5时15分至6时许，灰鹭经过一夜辛劳，满载而归，纷纷飞回，此谓之“百鸟归巢”，每日周而复始，时间算得相当准确，有如神助，风雨不改，从不间断。每当晨昏薄雾中，于榕岛上空，万千灵鸟嘎嘎呼唤，翩翩起舞，盘旋飞翔，野趣盎然，蔚为壮观，那一片和鸣谐调的天籁之声，“人间那得几回闻”。
自从天马河中种了这榕树后，引来鹭鸟，树民认为鹭鸟能为他们带来吉祥和庇护，视为“仙鹤”，便自发地形成村规，以“爱树护鸟，爱护自己，爱护子孙”的祖训教育着一代又一代的后人，用各种各样方式保护这个赖以生存的环境，使这个自然奇观完好无损地保护至今。

## 观鸟
观鸟，特指用望远镜观察自然状态下的野生鸟类。望远镜是必备工具，尤如照相必需要相机，若只是业余的，双筒望远镜亦足以应付。观鸟首先要熟悉每种鸟的习性，其次还要有耐心。每年4至9月是夜鹭和池鹭的繁殖季节，此时榕岛各处遍布各大大小小的鸟巢，由于鹭鸟晨昏才觅食作业，因此中午时都会躲在暗处休息，难以观察，只在晨曦初露或夕阳西下，鹭鸟才出来觅食，此时才是观鸟最佳之时。而且鹭鸟守时，在每天的同一时刻都会按时出席它们的觅食大会。
珠颈斑鸠、白白脊鸟令鸟、乌鸫、鹊鸲等由于天生翅膀不够发达，飞不高，而只可以在地面活动，一般在草地上、楼顶等处便能够观察到。翠鸟、白胸翡翠和棕背伯劳则略胜一筹，可以飞高些，平时喜欢停靠在干树枝、电线杆顶端和电线上等显眼的地方，只要看到是呆在那些地方的，多半就是这些鸟了。大山雀和白头鹎、红耳鹎、暗绿绣眼鸟等喜欢在树丛中活动，因为这样不易被天敌发现，生存竞争决定了它们的生活习性。丝光椋鸟由于群体活动的话，可以互相照应，所以喜结集大群活动，也经常可以见到。必需注意的是，每年5月至9月，是鸟类的繁殖季节，所以观鸟时要知道怜香惜鸟，不可惊鸟，不可动巢，更不可采集鸟蛋捕捉幼鸟，以免影响当年度鸟的繁殖。

## 文化
- 1933年6月初，著名作家巴金来到新会乡村师范（在今江门篁庄）讲课，新会3个分别是天马、天禄[需要消歧义]、茶坑乡的朋友带巴金到他们的乡下游玩，之后巴金写下《鸟的天堂》一文[3]。该文先是发表在上海的《文学》月刊，接着又收进了他的《旅途随笔》，后于1978年被编入了中国统编教科书，小学六年级语文（下册），成为经典课文，每年在中国约有5000万名该年级学生中广为传诵，现则被镌刻在景区入口广场上供游人品味。1984年6月，新会县约巴金亲笔题写“小鸟天堂”四字[4]。

- 1962年，著名剧作家田汉亦曾到此赋诗一首，赞曰：“三百年来榕一章，浓荫十亩鸟千双。并肩祗许木棉树，立脚长依天马江。新枝更比旧枝壮，白鹤能眠灰鹤床。历靠经灾全不犯，人间毕竟有天堂。”

- 景区文化荣誉：
  - 广东省环境教育基地（1999年8月）
  - 广东省青少年科技教育基地（2003年5月）

### 楹联
- 暮出晨归鹤翥银洲追日月，寒来暑往榕擎玉宇证沧桑

──柯明铮
- 葵染新会千顷绿，鸟鸣天堂万簌声

──党禺
- 大榕拨地，小鸟谈天

──党禺
- 神鸟千双鸣宝地，绿云一朵堕香江

──林明琛

## 旅游

### 景区
小鸟天堂于2002年重新规划扩建，形成占地面积40万平方米，以独特的鸟类生态风景为主题景区，以维护生态平衡为原则，建设鸟区和人文生态景观区两大功能区，人文生态景观区从入口到河堤，由2个大型广场组成，一个是入口中心地带面积2.5万平方米(含停车场等) 的巴金广场，该广场将以著名作家巴金名作《鸟的天堂》为主题，突出人文景观。另一个是建在小鸟天堂正门、面积达8000平方米的生态广场，广场中央建一个直经为60米的涌泉，又称戏水广场。为衬托鸟的天堂的主题，广场两则将种上2万株禾雀花，营造富有地方特色景观，让游客既观赏到展翅飞翔的动态鸟，也欣赏到静态“鸟”。
景区内，同时还有观鸟长廊、榕荫水道、观鸟楼、鸟趣园、生态果园、鸟博馆、巴金亭等景点，设置了游艇、富有岭南水乡特色的人工摇橹船供游客赏树观鸟。让你不仅可以领略新会沙田水乡风情，享受人与自然和谐相处的乐趣，还可以观看搞笑诙谐的鸟类表演，聆听百鸟齐鸣的壮丽景观，亦可欣赏最具五邑特色的民歌——咸水歌（新会属珠三角早期冲积的老沙田区，常受咸水侵袭，河水是咸的，故水上人家唱的歌，统称为咸水歌）。在固定的节假日还有驻场演出节目：水上婚礼。

### 交通
珠西綜合交通樞紐江門站距離園區7.4公里。深湛铁路江茂段经过小鸟天堂景区，小鸟天堂核心区距铁路线路只有八百米。为了飞奔的火车不会惊扰到这里的上万只鸟类，铁路公司在铁路上设有全球首例高速铁路拱形全封闭声屏障，全长2036米，噪音的声级不超过50分贝。